# Рефлектор (телескоп)

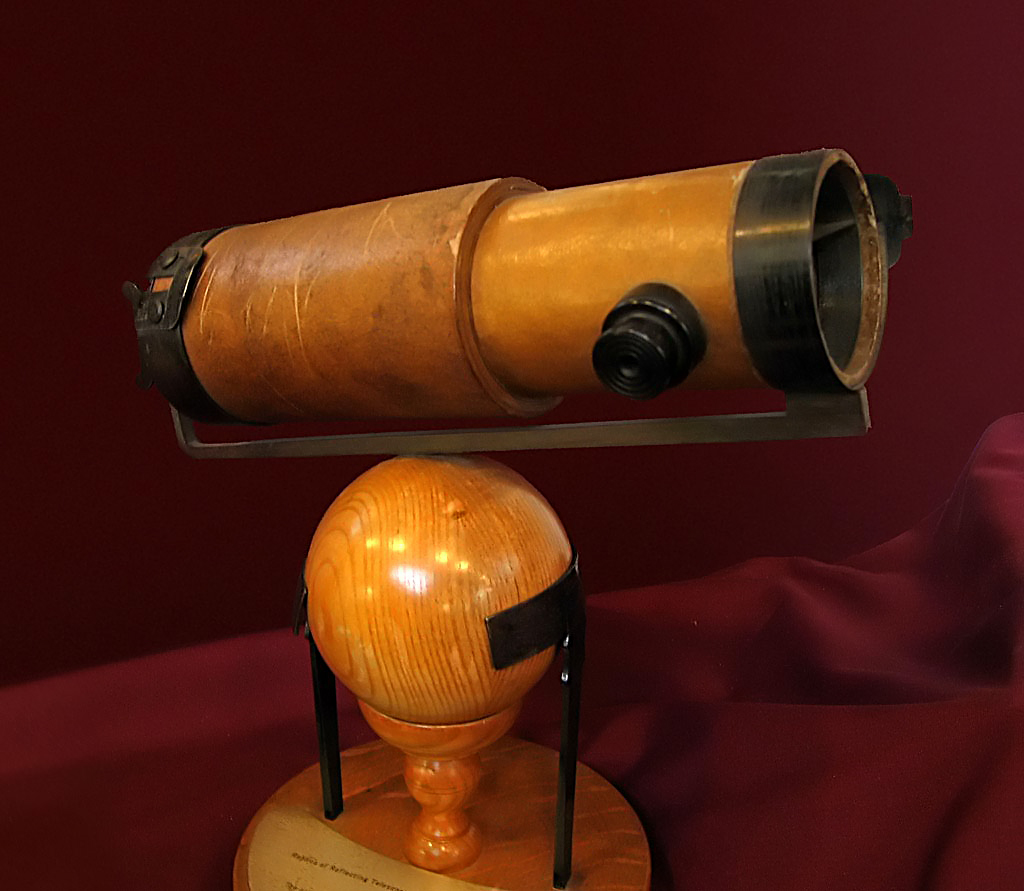
Точна копія другого телескопа-рефлектора Ісаака Ньютона 1672 року.

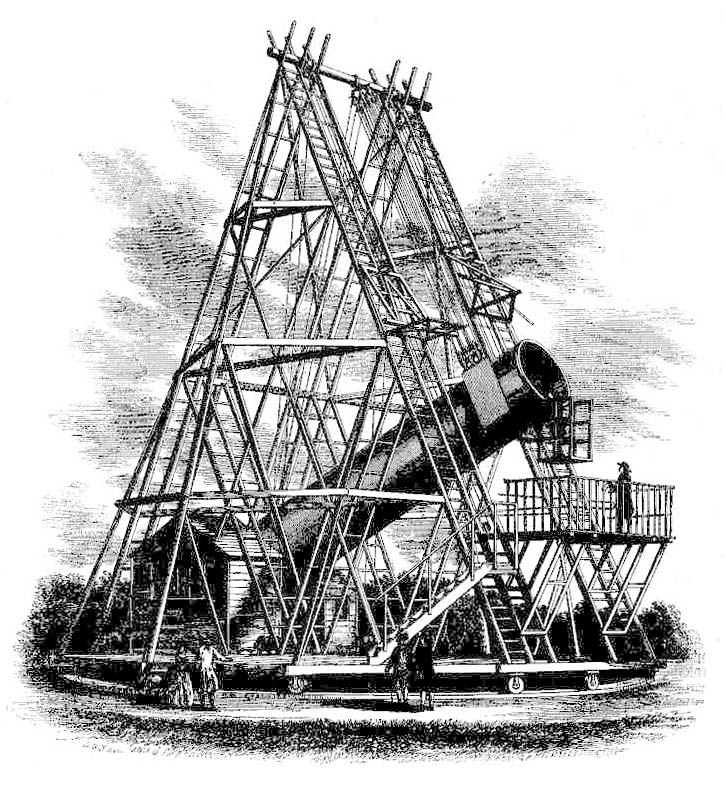
Телескоп Вільяма Гершеля

Рефлектор — оптичний телескоп, що використовує як світлозбиральні елементи дзеркало.
Вперше рефлектор побудував Ісаак Ньютон близько 1670. Це дозволило позбутися основного недоліку телескопів-рефракторів, які використовувалися тоді — значної хроматичної аберації. Більшість сучасних астрономічних телескопів є рефлекторами.

## Основні оптичні системи дзеркальних телескопів
Оптичний телескоп — це оптична система, що складається з об'єктива і окуляра, задня фокальна площина першого суміщена з передньою фокальній площиною другого. У фокальну площину об'єктива замість окуляра може поміщатися фотоплівка або матричний приймач випромінювання. У такому випадку об'єктив телескопа, з точки зору оптики, є фотооб'єктивом. Оптичні системи дзеркальних телескопів поділяються за типами використовуваних об'єктивів.

### Система Ньютона

Оптична схема телескопа Ньютона

Схему запропонував і реалізував Ісаак Ньютон в 1667. Плоске діагональне дзеркало, розташоване поблизу фокусу, відхиляє пучок світла за межі труби, де зображення розглядається через окуляр або фотографується. Головне дзеркало параболічне, але якщо відносний отвір не дуже великий, воно може бути й сферичним.

### Система Грегорі

Оптична схема телескопа Грегорі

У системі Грегорі (опублікована 1663 року) промені від головного увігнутого параболічного дзеркала спрямовуються на невелике увігнуте еліптичне дзеркало, яке відбиває їх в окуляр, поміщений у центральному отворі головного дзеркала. Оскільки еліптичне дзеркало розташоване за фокусом головного дзеркала телескопа, зображення в рефлекторі Грегорі пряме, тоді як у системі Ньютона — перевернуте. Наявність вторинного дзеркала подовжує фокусну відстань і тим самим дає можливість застосовувати великі збільшення.

### Система Кассегрена

Оптична схема телескопа Кассегрена

Схему запропонував Лоран Кассегрен 1672 року. Це варіант дводзеркального телескопа. Головне дзеркало більшого діаметра — увігнуте параболічне —, відбиває промені на вторинне опукле меншого діаметра (зазвичай гіперболічне). За класифікацією Максутова схема належить до так званих передфокальних подовжувачів — тобто вторинне дзеркало розташоване між головним дзеркалом і його фокусом і повна фокусна відстань об'єктива більша, ніж у головного. За однакового діаметру й фокусної відстані такий телескоп має майже вдвічі меншу довжину труби і дещо менше екранування, ніж у системі Грегорі. Система неапланатична, тобто вільна від аберації коми[джерело?]. Має велику кількість модифікацій, як дзеркальних, включаючи апланат Річі — Кретьєна, зі сферичною формою поверхні вторинного (Долл-Кірхен) або первинного дзеркала, так і дзеркально-лінзових.
Окремо варто виділити[джерело?] систему Кассегрена, модифіковану радянським оптиком Дмитром Максутовим — систему Максутова — Кассегрена, що стала настільки популярною, що є однією з найпоширеніших систем в  аматорській астрономії.

### Система Гершеля

Оптична схема телескопа Гершеля

У 1616 р. Н. Цуккі запропонував замінити лінзу увігнутим дзеркалом, нахиленим до оптичної осі телескопа. Подібний телескоп-рефлектор сконструював Фрідріх Вільгельм Гершель у 1772 р. У ньому первинне дзеркало має форму позаосьового параболоїда й нахилене так, що фокус перебуває поза головною трубою телескопа; таким чином окуляр не перекриває надходження світла. Недоліком схеми є значна кома. Однак, при малому відносному отворі вона майже непомітна.

### Система Річі — Кретьєна

Оптична схема телескопа Річі — Кретьєна — Кассегрена

У XX-му сторіччі у дзеркальних телескопах широке застосування отримала система Річі — Кретьєна (1910), що являє собою поліпшений варіант системи Кассегрена. У цій системі головне дзеркало — увігнуте гіперболічне, а допоміжне — опукле гіперболічне. Окуляр встановлено в центральному отворі гіперболічного дзеркала. Поле зору системи Річі — Кретьєна близько 4°[джерело?].

### Брахіти

Оптична схема брахіта

У цій схемі вторинне дзеркало винесено за межі пучка, який падає на головне дзеркало. Така конструкція складна у виготовленні, оскільки вимагає позаосьових параболічного та гіперболічного дзеркал. Однак, при малих апертурах і відносному отворі ці дзеркала можна замінити на сферичні. Кома й астигматизм головного дзеркала компенсуються нахилами вторинного дзеркала. Перевага брахітів полягає у відсутності екранування, що позитивно позначається на чіткості й контрастності зображення. Ця система була вперше застосована в 1877 р. І. Форстером і К. Фрічем[джерело?]. Існують різні конструкції брахітів.

## Порівняння рефлекторів та рефракторів
Телескопи-рефлектори мають низку переваг та недоліків у порівнянні з рефракторами (які працюють на базі лінз).
Переваги рефлекторів:
- Рефлектори позбавлені хроматичної аберації тому, що кут відбиття променів від дзеркала не залежить від довжини хвилі. Тоді як у рефракторах кути заломлення променів залежать від довжини хвилі та матеріалу, з якого виготовлена лінза. Тому в рефракторах фокус синіх променів не збігається з фокусом червоних променів, що й призводить хроматичної аберації — характерного райдужного забарвлення контурів яскравих предметів.

- Рефлектори можна виготовляти набагато більшого розміру за рефрактори. Справа у тому, що лінзи рефракторів завбільшки 1 метр починають деформуватися під власною вагою та втрачають здатність якісно фокусувати світло. Окрім цього, лінзи великого розміру важко виготовляти однорідними, що теж призводить до гіршого фокусування світла.

- Рефлектори можуть працювати у широкому діапазоні довжин хвиль, тоді як рефрактори обмежені діапазоном прозорості матеріалу, з якого виготовлені лінзи.

Недоліки рефлекторів:
- Рефлектори мають меншу світлосилу ніж рефрактори.

## Найбільші телескопи

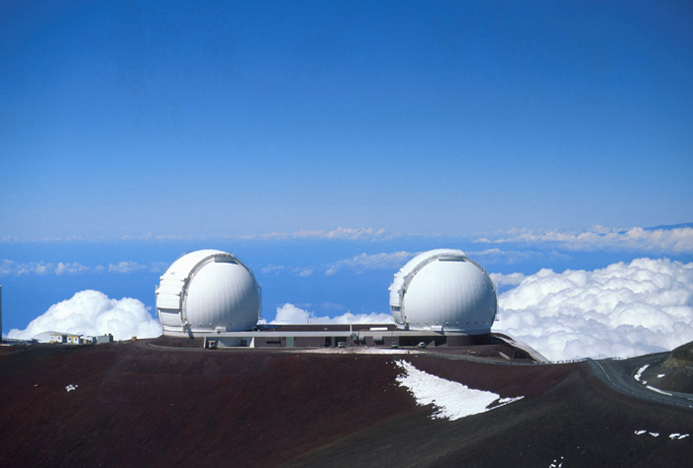
Телескопи Кека

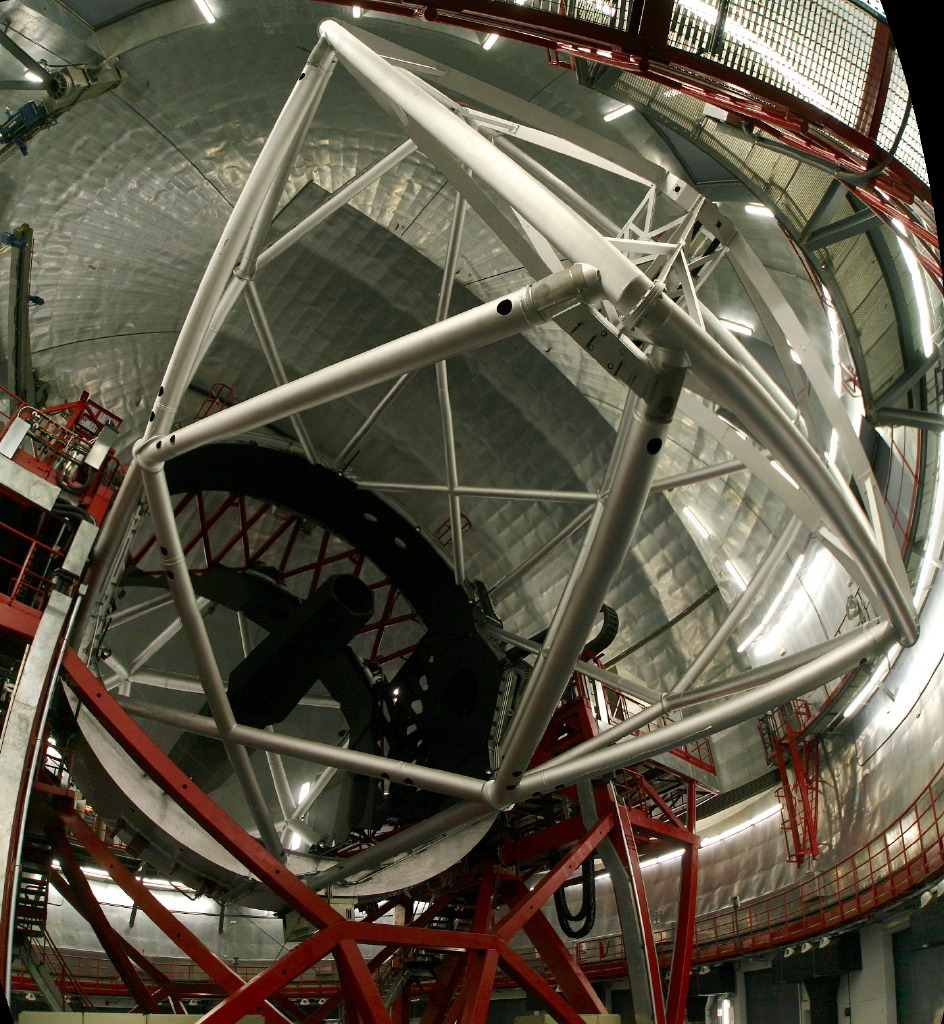
Великий телескоп Канарських островів

Найбільший в Євразії телескоп БТА розташований на території Росії, в горах Північного Кавказу і має діаметр головного дзеркала 6 м. Він працює з 1976 і тривалий час був найбільшим телескопом у світі.
Найбільшим у світі телескопом із суцільним дзеркалом є Великий бінокулярний телескоп, розташований на горі Грехем (США, штат Аризона). Діаметр обох дзеркал становить 8,4 метра.

Одними з найбільших у світі телескопами-рефлекторами є два телескопи Кека, розташовані на Гаваях. Keck-I і Keck-II введені в експлуатацію в 1993 і 1996 відповідно. Вони мають ефективний діаметр дзеркала 9,8 м, яке складено з 36 сегментів діаметром 1,8 м кожен. Обидва телескопи розташовані на одній платформі і можуть використовуватися спільно як інтерферометр, даючи роздільну здатність, відповідну діаметру дзеркала 85 м.
11 жовтня 2005 в експлуатацію був запущений телескоп Великий південноафриканський телескоп (англ. SALT) у ПАР із головним дзеркалом розміром 11 x 9,8 метрів, що складається з 91 однакового шестикутника.
13 липня 2007 перше світло побачив Великий телескоп Канарських островів (англ. Gran Telescopio Canarias) з діаметром дзеркала 10,4 м.
У липні 2012 найбільший у світі дзеркальний телескоп H.E.S.S. введено в експлуатацію в Намібії. Його площа сягає 600 квадратних метрів. Пристрій призначений для вивчення космічних променів.
2017 року розпочалося будівництво Надзвичайно великого телескопа з діаметром дзеркала 39 метрів. Його заплановано завершити 2024 року.